# Nipponocythere
Nipponocythere is een geslacht van kreeftachtigen uit de klasse van de Ostracoda (mosselkreeftjes).

## Soorten
- Nipponocythere asamushiensis Ishizaki, 1971
- Nipponocythere bicarinata (Brady, 1880) Hanai et al., 1977
- Nipponocythere caudata (Bold, 1966) Ayress & Correge, 1993 †
- Nipponocythere colalongoae (Ciampo, 1986) Drapala & Ayress, 1993 †
- Nipponocythere compta (Guan, 1978) Gou, Zheng & Huang, 1983 †
- Nipponocythere cuneata Ayress & Correge, 1993 †
- Nipponocythere delicata Ishizaki & Kato, 1976
- Nipponocythere hastata Frydl, 1982
- Nipponocythere howei (Bold, 1985) Ayress & Correge, 1993
- Nipponocythere inornata Gou in Gou, Zheng & Huang, 1983 †
- Nipponocythere inversa Malz, 1981 †
- Nipponocythere ishizakii Osorio, 1978 †
- Nipponocythere nagaseae Ishizaki & Gunther, 1976
- Nipponocythere obesa (Hu, 1978) Ishizaki, 1981
- Nipponocythere parva (Colalongo & Pasini, 1980) Ayress & Coles, 1993 †
- Nipponocythere punctata Hu, 1978 †